# Колоні-Парк (Пенсільванія)
Колоні-Парк (англ. Colony Park) — переписна місцевість (CDP) в США, в окрузі Беркс штату Пенсільванія. Населення — 1269 осіб (2020).

## Географія
Колоні-Парк розташоване за координатами 40°20′47″ пн. ш. 75°58′57″ зх. д. / 40.34639° пн. ш. 75.98250° зх. д. (40.346516, -75.982551).  За даними Бюро перепису населення США в 2010 році переписна місцевість мала площу 0,99 км², уся площа — суходіл.

## Демографія
Згідно з переписом 2010 року, у переписній місцевості мешкало 1076 осіб у 391 домогосподарстві у складі 327 родин. Густота населення становила 1088 осіб/км².  Було 401 помешкання (405/км²).
Расовий склад населення:
| - 82,4 % — білих - 10,6 % — азіатів - 4,1 % — чорних або афроамериканців - 2,1 % — осіб інших рас |

До двох чи більше рас належало 0,7 %. Частка іспаномовних становила 5,4 % від усіх жителів.
За віковим діапазоном населення розподілялося таким чином: 24,0 % — особи молодші 18 років, 56,9 % — особи у віці 18—64 років, 19,1 % — особи у віці 65 років та старші. Медіана віку мешканця становила 45,6 року. На 100 осіб жіночої статі у переписній місцевості припадало 98,9 чоловіків;  на 100 жінок у віці від 18 років та старших — 94,3 чоловіків також старших 18 років.
Середній дохід на одне домашнє господарство  становив 109 083 долари США (медіана — 97 750), а середній дохід на одну сім'ю — 117 452 долари (медіана — 113 261). За межею бідності перебувало 6,0 % осіб, у тому числі 11,6 % дітей у віці до 18 років та 0,0 % осіб у віці 65 років та старших.
Цивільне працевлаштоване населення становило 696 осіб. Основні галузі зайнятості: освіта, охорона здоров'я та соціальна допомога — 26,7 %, фінанси, страхування та нерухомість — 13,4 %, мистецтво, розваги та відпочинок — 11,6 %, виробництво — 10,6 %.